# Lista över ungdoms-TV-serier

## 0-9
- 90210

## A
- A Legend to Ride
- Andra Avenyn
- Angel
- Anne på Grönkulla
- Awkward

## B
- Beverly Hills
- Blossom
- Buffy och vampyrerna
- Blue Water High

## C
- Catwalk
- Chuck

## D
- Dark Angel
- Dawson's Creek
- Degrassi High
- Degrassi Junior High
- Dr Howser
- Dårfinkar & dönickar (TV-serie)

## E
- En härlig tid
- En riktig clown
- Ensamma hemma
- Euphoria
- Everwood

## F
- Fame
- Felicity
- Flickan från framtiden
- Friday Night Lights
- Full fart på internat

## G
- Glappet
- Gänget i Hollyoaks
- Gossip Girl
- Greek
- Guds tre flickor
- Glee (TV-serie)
- Gilmore Girls
- Gen V

## H
- Highlander (TV-serie)
- Hull Street High
- Hästens öga
- Höjdarna
- Heroes
- Hart of dixie

## J
- Jack Holborn
- Javisst har barnen rätt

## K
- Klass 9A

## L
- Lille Sir Nicholas
- Legend of the Seeker

## M
- Moon Jumper
- Mitt så kallade liv
- Make It Or Break It

## N
- Nattens barn (TV-serie)
- Nollor och nördar (engelska: Freaks and Geeks)
- Northwood

## O
- OC
- One Tree Hill

## P
- Parker Lewis
- Portkod 1321
- Popular
- Pretty Little Liars

## R
- Resa i det okända
- Riddarna på Covington Cross
- Roswell
- Rädda Joppe
- Riverdale

## S
- Sabrina tonårshäxan
- Sadla för seger
- Sagan om Nonni
- Sjunde Himlen
- Skam
- Skins
- Skolkompisar
- Skönheten och odjuret
- Smallville
- Snabba bud
- Stjärnorna visar vägen
- Stookie
- The Storyteller
- Supernatural

## T
- Teen Wolf
- The 100
- The Black Donnellys
- The Lying Game
- The Secret Life of the American Teenager
- Tom Sawyer och Huckleberry Finn
- Tripoderna
- True Blood
- Tårtan

## V
- The Vampire Diaries
- Veronica Mars

## W
- Washington D.C.
- Wilhelm Tell